# Барнс, Джуна
Джуна Барнс (англ. Djuna Barnes, 12 июня 1892, Корнуолл-он-Хадсон, штат Нью-Йорк — 18 июня 1982, Нью-Йорк) — американская писательница-модернистка, художница, журналистка, одна из ключевых фигур космополитического Парижа 1920—1930-х годов.

## Биография
Её бабушка по материнской линии была писательницей, журналисткой, активисткой движения за права женщин, отец — неудачливым композитором и живописцем. Выросла в многодетной семье, постоянно ухаживала за младшими братьями и сёстрами, получила домашнее образование. В 16 лет была изнасилована, что нашло выражение в её позднейшей прозе.
В 1912 вместе с матерью переехала в Нью-Йорк. Работала журналисткой в модных журналах (Vanity Fair, The New Yorker). Среди её друзей были Пегги Гуггенхайм, Джеймс Джойс, Эзра Паунд, Натали Барни, Гертруда Стайн, Беренис Эббот, Сильвия Бич, Э. Э. Каммингс, Э.Монтале. В 1927—1931 была в любовной связи со скульптором Тельмой Вуд. Предисловие к её лесбийскому роману Ночной лес (1936) написал Т. С. Элиот, который его и редактировал.
В 1961 году Джуна Барнс была избрана членом Американской академии искусств и литературы, а в 1981 году — награждена стипендией Национального фонда искусств.
Барнс была последним живым участником первого поколения англоязычных модернистов. Писательница умерла в своем доме в Нью-Йорке 18 июня 1982 года, через шесть дней после своего 90-летия.

## Избранные произведения
- The Book of Repulsive Women (1915)
- Ladies Almanack (1928)
- Nightwood (1936)
- The Antiphon (1958)

## Воздействие
Повлияла на творчество Карен Бликсен, Трумана Капоте, Анаис Нин и др. Валлийский поэт и публицист Дилан Томас называл роман «Ночной лес» «одной из трех великих прозаических книг, когда-либо написанных женщиной», а Уильям Берроуз — «одной из великих книг двадцатого века».